# Hutago Yama
Hutago Yama är ett berg i Antarktis. Det ligger i Östantarktis. Norge gör anspråk på området. Toppen på Hutago Yama är 250 meter över havet.
Terrängen runt Hutago Yama är kuperad åt nordost, men västerut är den platt. Havet är nära Hutago Yama åt nordväst. Trakten är obefolkad.